# Schrack Technik
Schrack Technik GmbH ist ein seit 1920 bestehendes österreichisches Industrieunternehmen im Elektrotechnik-Bereich mit Sitz in Wien. Das Unternehmen beschäftigt über 1000 Mitarbeiter in Zentral- und Osteuropa und ist in den Bereichen Elektrotechnik, Gebäudetechnik, Netzwerktechnik, Lichttechnik, Sicherheitstechnik (Anlagen), elektrische Energieverteilung (Schutzschalter, Relais), passive Datentechnik, Lichtberechnungen, Gebäudeinstallationsprodukte, Notbeleuchtungsanlagen, Photovoltaik, Elektromobilität (Stromtankstellen), Speichersysteme, Smart Home und Lastmanagement tätig.
Das Unternehmen besitzt sieben Geschäftsstellen in Österreich und weitere 50 Geschäftsstellen in anderen Ländern Europas. Außerhalb Österreichs ist Schrack in zwölf weiteren Ländern mit eigenen Tochtergesellschaften am Markt tätig (Belgien, Bulgarien, Bosnien und Herzegowina, Deutschland, Kroatien, Polen, Rumänien, Serbien, Slowakei, Slowenien Tschechien, Ungarn). Partnerunternehmen sind in 40 Nationen präsent.
Schrack Technik und Schrack Seconet haben gemeinsame Wurzeln in dem Vorgängerunternehmen Schrack AG. Heute (2022) haben beide Unternehmen unterschiedliche, unabhängige Eigentümerstrukturen.

## Arbeitsbereich
Schrack Technik bietet Produkte und Lösungen für die sichere, komfortable und wirtschaftliche Energieverteilung und Energienutzung. Zu den Kunden gehören vorwiegend Elektroinstallationsbetriebe, Elektroverteilerbauer, MSR-Verteilerbauer, Industrieunternehmen, Datentechnik-, Lichtspezialisten, Facility Management Unternehmen und EVUs.

## Unternehmen
Schrack beschäftigt insgesamt über 1100 Mitarbeiter, wovon mehr als 450 in Österreich selbst arbeiten. In Österreich bestehen sieben Regionalbüros. Weitere elf Tochterunternehmen bestehen im Ausland, wobei Zentraleuropa den Schwerpunkt darstellt. Schrack Technik wies im Jahr 2009 einen Umsatz von 158,57 Millionen Euro, wovon 63,33 Millionen Euro auf Österreich selbst entfallen. Das Unternehmen verfügt über Standorte in Mittel- und Osteuropa (Bosnien-Herzegowina, Bulgarien, Deutschland, Kroatien, Polen, Rumänien, Serbien, Slowakei, Slowenien, Tschechien, Ungarn) und in Belgien.
Rund 60 % der Mitarbeiter sind im Verkauf und in der technischen Beratung tätig. Die Produkte sind nicht in Baumärkten zu finden, sondern werden nur über Fachhändler vertrieben.
Seit Anfang 2015 ist das Unternehmen mit einer Mehrheit in der Hand des Schrack Technik Management Teams. Den Minderheitsanteil besitzt die ILAG, eine Wiener Immobilien- und Beteiligungsholding mit industrieller Ausrichtung.

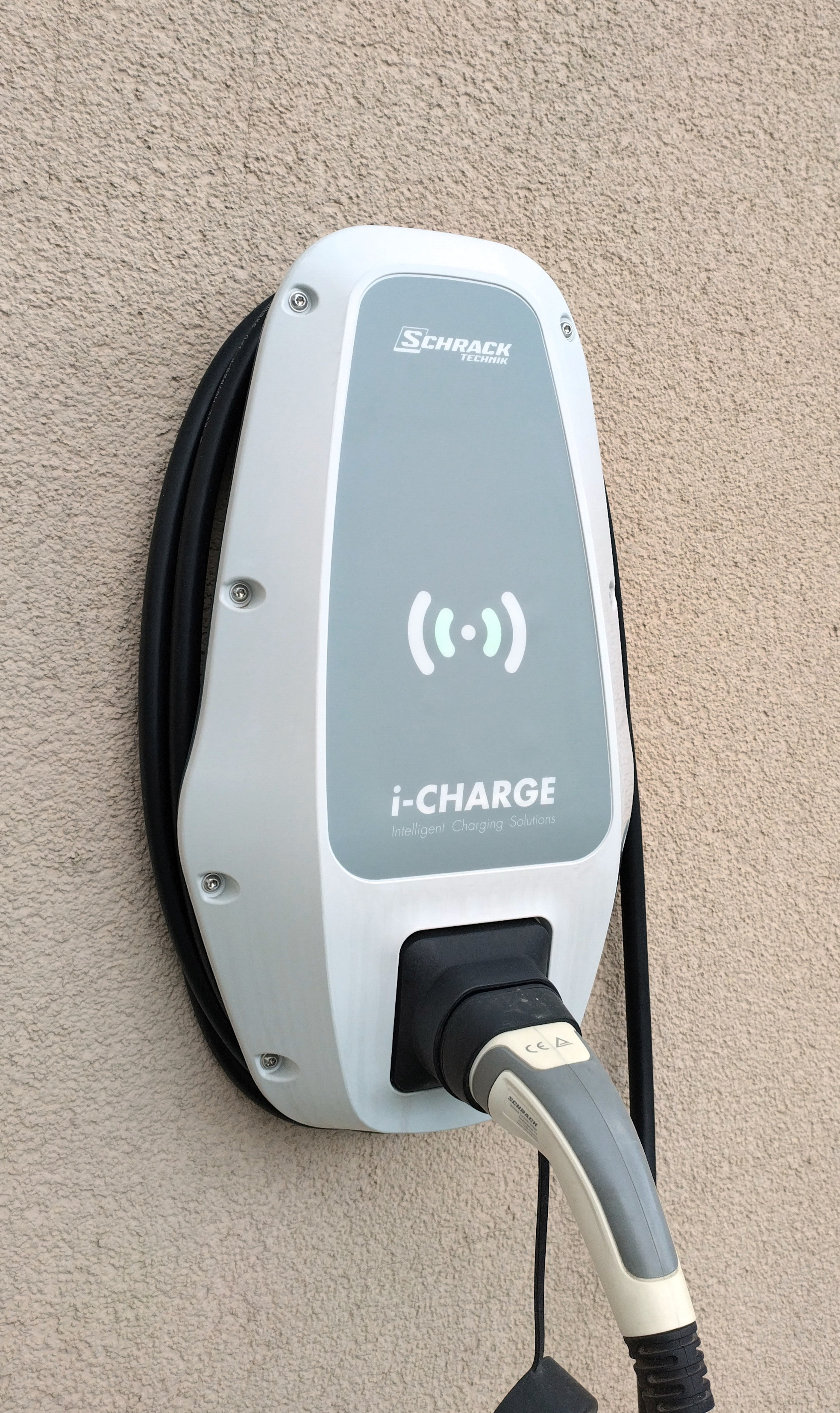
Wallbox i-Charge CION mit RFID-Kartenleser von Schrack Technik

## Geschichte
Das ursprüngliche Unternehmen, die Schrack AG, wurde 1920 von Eduard Schrack gegründet, der bereits 1914 ein optisches Stereometriesystem zur Geländevermessung erfand. 1918 wurde von Eduard Schrack die erste Radioröhre in Österreich industriell erzeugt. Das Unternehmen selbst beschäftigte sich damals mit der Entwicklung und Produktion von Telefonsystemen, Radiogeräten, Sicherheitsschaltern und Brandmeldesystemen. Heute zählt das Unternehmen 8 Produktsäulen und hat schätzungsweise mehr als 60.000 Artikel im Sortiment.
In den 1990er Jahren expandierte Schrack stark in das östliche Ausland, nachdem sich die Märkte auf eine freie Marktwirtschaft transformierten. 2002 übernahm Schrack das österreichische Unternehmen Highspeed Cabling.
Seit dem Jahr 2005 ist Schrack Technik nach einem Management Buy Out ein eigenständiges Unternehmen mit dem Firmensitz in Wien. Die drei neuen Geschäftsführer, Viktor Eßbüchl (bis 2021, seither Andreas Fichtenbauer), Wilhelm Großeibl und Norbert Kasper (bis 2015, seither Franz Gletthofer), sowie 16 weitere Manager kauften das Unternehmen vom französischen Rexel-Konzern, der das Unternehmen zwischenzeitlich von der Familie Schrack erworben hatte.
2019 eröffnete das Unternehmen ein neues Logistikzentrum in Achau (NÖ, Nähe Wien) und versorgt von dort die Unternehmensgruppe mit mehr als 25.000 lagernden Produkten.

## Schrack LiVE App
Das Unternehmen stellt seit 2010 mit der Schrack LiVE App eine kostenlose iOS- und Android-App zur Verfügung, die Elektrotechnikern den Arbeitsalltag erleichtern soll. Schrack Technik wurde dafür mit dem Innovationspreis der Wirtschaftskammer Österreich, dem Mercur 2010, in der Kategorie „Mobile Apps“ ausgezeichnet.

## Schrack for Students
Das Konzept hinter "Schrack for Students" entstand 2016, im Rahmen einer Diplomarbeit.
Als Teil der Schrack Technik GmbH befindet sich das Schrack for Students Team seither in konstantem Wachstum. Das Team setzt sich aus engagierten Schülern und Studenten aus den unterschiedlichsten Bereichen zusammen. Das Wissen hinter der Elektrotechnik leicht sowie verständlich aufzubereiten, ist das Ziel der verschiedenen Abteilungen von Schrack for Students.
Um den Lernerfolg von Elektrotechnikern in der Ausbildung bestmöglich zu unterstützen, sind drei verschiedene Produkte entwickelt worden:
1. Elektrotechnik Lernplattform – Schulbücher, Tutorials, Übungsbeispiele und Jobangebote in einer App
2. Elektrotechnik Tutorials – Elektrotechnik Inhalte leicht und verständlich aufbereitet auf dem Schrack for Students-YouTube-Kanal
3. Diplomarbeitsunterstützung – Fachliche als auch finanzielle Unterstützung, um die besten Projekte von Schülern realisieren zu können